# 超高温实验堆
超高溫實驗堆（UHTREX）是美國一座實驗性質的反應堆。1959年，該反應堆在洛斯阿拉莫斯国家实验室建成，並作爲一個實驗性電站一直運行到1971年退役。 在設計上，該反應堆屬於高溫氣冷堆，使用石墨作爲減速劑，氦作爲冷卻劑。
超高溫實驗堆有兩個突出的特點，有別于一般的高温气冷堆。其一是超高溫實驗堆的出口溫度可達1,300 °C以上，比高溫氣冷堆的出口溫度更高，有利於提高換能效率。另一點是其設計中冷卻回路會受到裂變產物的污染，以簡化反應堆設計並降低成本。這在安全上可能有不利影響。 超高溫實驗堆的目的就在於評估這些優缺點的利弊。 該反應堆于1969年實現滿功率發電。
超高溫實驗堆是美國核热火箭計劃的後續研究。

## 堆芯設計
超高溫實驗堆堆芯是一個由固體石墨構成的垂直空心圓型缸體，可以在水平方向上旋轉。

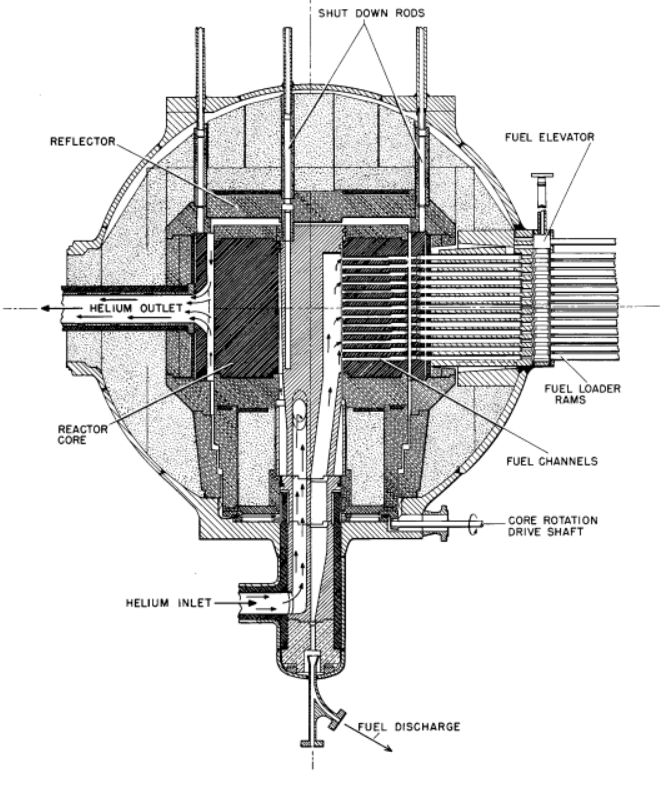
超高溫實驗堆反應堆堆芯橫截面圖。

缸體直徑為70英寸（1.78米），內徑23英寸（0.58米），高39英寸（0.99米）。堆芯有312個燃料通道。這些通道以15度的間隔均勻地分布在堆芯周圍，分爲13層，每層有24個通道。每個通道最多可容納四個燃料元件。更換燃料時，只需要把堆芯旋轉到含有被更換元件的通道，推入一個新的元件。用過的乏燃料元件會被推出堆芯，通過乏燃料通道跌落到反應堆底部等待收集。在滿功率下，該反應堆每天更換一到六個燃料元件。其頻率取決于燃料元件的濃縮度和孔隙度。這個設計能産生3兆瓦的熱能。

## 優點
一般核反應堆通過包覆燃料顆粒、將燃料顆粒密封在燃料棒內或通過獨立的管道輸送冷卻劑來防止冷卻劑直接接觸燃料顆粒。這樣可以防止冷却剂的汙染。但密封燃料組件的缺點之一包括裂變産物在燃料元件內積纍。裂變產物中的一些核素會妨害裂變反應，在大部分燃料被用完之前導致產熱效率下降。此時反應堆便需要重新加注燃料。保持燃料和冷卻劑的分離也會帶來設計上的挑戰。比如，冷卻劑所需的金屬管道只能在遠低於其熔點的溫度下運行，從而降低了反應堆的最大理論熱效率。如果沒有金屬管道的限制，反應堆理論上可以在高於大多數金屬熔點的溫度運行。
超高溫實驗堆使用空心圓柱體的多孔碳壓塑燃料元件，圓柱體外沒有其它包覆層。其制造方法比較簡單。首先將用硝酸鈾酰水溶液浸漬多孔碳圓柱體，經過空氣幹燥然後在轉化爐中焙燒，將硝酸鈾酰分解爲氧化鈾。這些氧化物顆粒緊密的附著在多孔石墨基體中。這種燃料元件的制造成本比其它類型的燃料要低很多。其主要優點是，除了可達到的高溫外，多孔的石墨可以使裂變産物中大部分中子毒物從燃料棒中遷移出來，被冷卻劑帶走，最終經過濾而清除。因此，燃料棒有更高的燃燒利用率（最高可達50%）。這遠高於常見的輕水堆。

## 缺点
超高溫實驗堆的主要缺点是，整个主冷却回路——包括所有泵、压缩机、風機、热交换器等等和冷卻劑本身——會受到裂变产物的嚴重污染。超高溫實驗堆沒有二回路。燃料棒摩擦而產生的石墨粉塵會擁塞甚至破壞機械的正常運轉，導致停堆。一旦堆芯發生泄漏，可能对人员和环境构成重大危害。由于污染，超高溫實驗堆无法停堆进行換料，只能使用远程在线換料。
大約在同一時期，前蘇聯設計並興建了大量建設簡單、造價低、易維護但不注重冗餘性和安全性的RBMK反應堆，並最終釀成切尔诺贝利核災難。從長遠來看，為追求低成本、大功率而犧牲安全絕非可取的設計思想。因此超高溫實驗堆在封堆之後，基本無人問津。相比之下，高溫氣冷堆雖然出口溫度稍低，但安全性更有保障，近年來在新核電站建設中受到重視。

## 技術參數[4]
- 燃料 - 高濃縮鈾
- 設計熱功率 - 3 兆瓦
- 堆芯建築材料 - 石墨
- 減速劑 - 石墨
- 堆殼 - 碳鋼， 直徑158英寸（4.01米），厚度 1.75英寸（0.04米）
- 燃料通道 - 312個。每個內徑為1.1英寸（27.94 mm），長23.5英寸（0.60米），可容納4個燃料元件
- 燃料元件 - 每個外徑為1英寸（25.40 mm），內徑為0.5英寸（12.70 mm），長5.5英寸（139.70 mm）
- 堆芯功率密度 - 1.3 瓦/立方厘米
- 燃料利用率 - 可達 50%
- 冷卻劑 - 氦，工作壓力500 psi（34.02 atm）
- 冷卻劑溫度 - 進口1,600 °F（871 °C），出口2,400 °F（1,316 °C）
- 冷卻劑流速 - 1.29 千克/秒